# Cocodril siamès
El cocodril siamès (Crocodylus siamensis) és una espècie de sauròpsid crocodílid que viu en el sud-est asiàtic i les illes de Borneo i Java. És una espècie molt amenaçada, prop de l'extinció. Viu en cursos d'aigua dolça.
El cocodril siamès no és un cocodril gran, ja que no sol fer més de 3 metres de longitud. Té un cap gran comparat amb el seu cos, uns ulls i narius que sobresurten pel seu estil de vida aquàtic. Les seves extremitats són com les dels altres cocodrils, amb cinc dits a la pota davantera i quatre a la posterior, però els dits són més allargats. El cos està acolorit amb ratlles que alternen entre el color oliva i el marró.